# Стрільба на Європейських іграх 2023
Змагання зі стрільби на Європейських іграх 2023 року пройшли у місті Краків з 22 червня по 2 липня 2023 року.

## Результати

### Кульова стрільба

#### Чоловіки
| Дисципліна                                                   | Золото                                              | Срібло                                                     | Бронза                                                     |
| ------------------------------------------------------------ | --------------------------------------------------- | ---------------------------------------------------------- | ---------------------------------------------------------- |
| Пневматичний пістолет, 10 метрів                             | Ісмаїл Келеш (TUR)                                  | Робін Вальтер (GER)                                        | Паоло Монна (ITA)                                          |
| Пневматичний пістолет, 10 метрів, команда                    | Німеччина Крістіан Райц Міхаель Шварц Робін Вальтер | Туреччина Бугра Селімзаде Ісмаїл Келеш Юсуф Дікеч          | Італія Федеріко Ніло Мальдіні Паоло Монна Массімо Спінелла |
| Швидкісний пістолет, 25 метрів                               | Клемент Бессаго (FRA)                               | Крістіан Райц (GER)                                        | Мартін Подграскі (CZE)                                     |
| Швидкісний пістолет, 25 метрів, команда                      | Франція Клемент Бессаго Ян Чеснель Жан Кікампуа     | Чехія Мартін Подграскі Матей Рампула Мартін Стрнад         | Італія Ріккардо Маццетті Андреа Морассут Массімо Спінелла  |
| Пневматична гвинтівка, 10 метрів                             | Даніло Солаццо (ITA)                                | Максимільян Ульбріх (GER)                                  | Їржі Пршиврацький (CZE)                                    |
| Пневматична гвинтівка, 10 метрів, команда                    | Угорщина Залан Пеклер Іштван Пені Сома Гаммерль     | Хорватія Йосип Сікавича Мілан Марічич Петар Горша          | Австрія Александр Шмірл Мартін Штремфль Андреас Тум        |
| Дрібнокаліберна гвинтівка, 50 метрів, три положення          | Залан Пеклер (HUN)                                  | Їржі Пршиврацький (CZE)                                    | Александр Шмірл (AUT)                                      |
| Дрібнокаліберна гвинтівка, 50 метрів, три положення, команда | Угорщина Сома Гаммерль Іштван Пені Залан Пеклер     | Чехія Францішек Сметана Їржі Пршиврацький Петр Нимбурський | Сербія Мілютін Стефанович Міленко Себич Лазар Ковачевич    |

#### Жінки
| Дисципліна                                                   | Золото                                                         | Срібло                                                         | Бронза                                                    |
| ------------------------------------------------------------ | -------------------------------------------------------------- | -------------------------------------------------------------- | --------------------------------------------------------- |
| Пневматичний пістолет, 10 метрів                             | Клаудія Брес (POL)                                             | Камілль Єдржеєвські (FRA)                                      | Олена Костевич (UKR)                                      |
| Пневматичний пістолет, 10 метрів, команда                    | Німеччина Жозефін Едер Сандра Райц Дорін Веннекамп             | Франція Камілль Єдржеєвські Дорін Веннекамп Матільда Ламоль    | Італія Сара Костантіно К'яра Джанкамілі Марія Варріккіо   |
| Пістолет, 25 метрів                                          | Анна Коракакі (GRE)                                            | Антоанета Бонева (BUL)                                         | Дорін Веннекамп (GER)                                     |
| Пістолет, 25 метрів, команда                                 | Україна Олена Костевич Анастасія Німець Юлія Коростильова      | Польща Йоанна Ваврзоновська Клаудія Брес Юліта Борек           | Німеччина Сандра Райц Мішель Скеріес Дорін Веннекамп      |
| Пневматична гвинтівка, 10 метрів                             | Ніна Крістен (SUI)                                             | Каміла Навотна (SVK)                                           | Осеанн Мюллер (FRA)                                       |
| Пневматична гвинтівка, 10 метрів, команда                    | Швейцарія Ніна Крістен Одрі Гогніат К'яра Леон                 | Норвегія Жанетт Хегг Дуестад Мільда Маріна Хауген Дженні Стене | Польща Анета Станкевич Юлія Пйотровська Наталія Кочанська |
| Дрібнокаліберна гвинтівка, 50 метрів, три положення          | Дженні Стене (NOR)                                             | Наталія Кочанська (POL)                                        | Сеонейд Морвен Макінтош (GBR)                             |
| Дрібнокаліберна гвинтівка, 50 метрів, три положення, команда | Норвегія Жанетт Хегг Дуестад Марі Бардсенг Ловсет Дженні Стене | Швейцарія Ніна Крістен Саріна Хінц К'яра Леон                  | Німеччина Джолін Бер Ліза Ютта Мюллер Анна Янссен         |

#### Мікст
| Дисципліна                                          | Золото                                      | Срібло                                   | Бронза                                  |
| --------------------------------------------------- | ------------------------------------------- | ---------------------------------------- | --------------------------------------- |
| Пневматичний пістолет, 10 метрів                    | Італія Паоло Монна Сара Костантіно          | Вірменія Бенік Хлгатян Ельміра Карапетян | Болгарія Антоанета Бонева Самуїл Донков |
| Швидкісний пістолет, 25 метрів                      | Україна Павло Коростильов Юлія Коростильова | Чехія Матей Рампула Альжабета Дедова     | Норвегія Оле-Геральд Аас Ан Хелен Ауне  |
| Пневматична гвинтівка, 10 метрів, команда           | Угорщина Залан Пеклер Естер Месарош         | Іспанія Паула Гранда Хесус Ов'єдо        | Італія Денніс Солаццо Софія Чеккарелло  |
| Дрібнокаліберна гвинтівка, 50 метрів, три положення | Швейцарія Ян Лохбілер Ніна Крістен          | Австрія Шейлін Вайбель Андреас Тум       | Норвегія Дженні Стене Сімон Клауссен    |

### Стендова стрільба

#### Чоловіки
| Дисципліна    | Золото                                                  | Срібло                                                     | Бронза                                                           |
| ------------- | ------------------------------------------------------- | ---------------------------------------------------------- | ---------------------------------------------------------------- |
| Скит          | Маркус Свенссон (SWE)                                   | Дайніс Упелніекс (LAT)                                     | Ету Калліойнен (FIN)                                             |
| Скит, команда | Фінляндія Тімі Валліоніемі Томмі Таканен Ету Калліойнен | Італія Таммаро Кассандро Габріеле Россетті Елія Струччіолі | Греція Харалампос Халкіадакіс Ніколаос Мавроматіс Ефтіміос Мітас |
| Трап          | Мауро Де Філіппі (ITA)                                  | Владімір Штепан (CZE)                                      | Рікард Левін Андерссон (SWE)                                     |
| Трап, команда |                                                         |                                                            |                                                                  |

#### Жінки
| Дисципліна    | Золото                                                           | Срібло                                                    | Бронза                                                 |
| ------------- | ---------------------------------------------------------------- | --------------------------------------------------------- | ------------------------------------------------------ |
| Скит          | Мартіна Бартоломей (ITA)                                         | Уммануела Катсуракі (GRE)                                 | Надін Мессершмідт (GER)                                |
| Скит, команда | Італія Мартіна Бартоломей Сімона Скоччетті К'яра Ді Марціантоніо | Словаччина Моніка Стібрава Ванеса Гочкова Данка Бартекова | Чехія Анна Сінделарова Мартіна Скалічка Барбора Шумова |
| Трап          | Джессіка Россі (ITA)                                             | Сату Мякеля-Нуммела (FIN)                                 | Яна Шпотакова (SVK)                                    |
| Трап, команда |                                                                  |                                                           |                                                        |

#### Мікст
| Дисципліна | Золото                                   | Срібло                                              | Бронза                                         |
| ---------- | ---------------------------------------- | --------------------------------------------------- | ---------------------------------------------- |
| Скит       | Італія Сімона Скоччетті Габріеле Росетті | Кіпр Андреас Хасікос Анастасія Елефтеріу            | Велика Британія Амбер Джо Руттер Бен Ллевіллін |
| Трап       | Італія Джессіка Россі Джованні Пелльєло  | Велика Британія Метью Ковард-Голлі Люсі Шарлот Холл | Італія Джулія Грассія Мауро Де Філіппі         |